# Raúl Romero
Raúl Gustavo Romero Salazar (Lima, 11 de marzo de 1961) es un cantante, músico y expresentador de televisión peruano de ascendencia española. Ha sido vocalista de la banda de rock alternativo Nosequién y los Nosecuántos y presentador del concurso televisivo Habacilar. En la actualidad continúa cantando como solista.

## Biografía
Nació en el Hospital del Empleado, en la ciudad de Lima, Perú, siendo hijo de Joaquín Romero, natural de Barcelona, España,[cita requerida] y de Olga Salazar, natural de la selva peruana, y sus hermanos, Óscar, Elena (actriz y también ex animadora), Bárbara y Álvaro (siendo este su hermano mayor).  Proveniente de una familia de clase trabajadora, pasó sus primeros años en zonas populares del distrito de La Victoria, primero en la urbanización de Balconcillo y después en el barrio de El Porvenir, mudándose posteriormente a Barcelona, España, estando ubicada la última de sus dos residencias frente al parque Güell, al cual Romero llegó describir en una entrevista como «un lugar que ahora la gente visita a borbotones, pero antes no».En otra entrevista llegó a describir su infancia, recordando que su padre era un «ludópata» a quien «le gustaba la timba», lo que causaba problemas económicos en su hogar, sin embargo resaltando que «él siempre fue atento con» su familia y que «nunca faltó nada».Fue en Barcelona donde vivió gran parte de su niñez y adolescencia, regresando después a Lima, donde a los dieciséis años, empezó a vivir en el distrito de Magdalena del Mar. Romero posee tanto la nacionalidad peruana como española, esta última debido al lugar de origen de su padre.
En 1988, a sus veintisiete años, Romero fundó el grupo Nosequién y los Nosecuántos, donde fue vocalista y compositor principal. Un grupo peruano de pop rock con más de veinticinco años de existencia, formado por cinco amigos. Habiendo tenido sencillos como Las torres, Sin calzoncito, Los patos y las patas, Magdalena, Mamá, mamá, mamá no te robes mi Yamaha, Yo de ti, Ballena azul y La tierra del sol.
Tras su separación de Nosequién y los Nosecuántos, en 2014, Romero lanzó su primera producción como solista. El álbum Solito es de género salsa que incluye algunas versiones de la anterior banda y otras canciones producidas de forma independiente.
En 2024, Raúl presentó el tema "Cusco", un tributo a la ciudad imperial que fusiona sonidos andinos y una letra biográfica.

## Carrera televisiva
Tras su participación en los Nosequién y los Nosecuantos, con un impacto artístico y político en el país, le permitió el despegue televisivo con el programa concurso De dos a cuatro, en los años noventa. En esa época, su hermana, la actriz y cantante Elena Romero, lo acompañaba en la conducción. El espacio contaba con muy altos niveles de audiencia. El programa fue transmitido entre 1993 y 1997.
En 1998, Romero donde condujo el programa concurso juvenil Feliz domingo por América Televisión.
En agosto de 1999, ingresó al Canal A condujo su programa nocturno A las 10 de la PM.
Entre 27 de noviembre de 2000 hasta el 10 de julio de 2003, condujo el programa concurso juvenil R con erre, vía Panamericana Televisión, junto con Roger del Águila, este programa lideró por siete años el índice de audiencia de programas de concurso en toda la TV peruana. Entre 1 de diciembre de 2003 hasta el 27 de julio de 2011, Romero condujo en América Televisión Habacilar con el mismo formato concurso. El programa estuvo bajo la producción de Mariana Ramírez y lideró la lista de clasificación de programas de concurso por seis años y fue un tope 10 general durante sus tres últimos años. la empresa TargetTV. El programa finalizó en el 20 de diciembre de 2011. Antes de su disolución con TargetTV, en diciembre de 2011, Romero condujo otros programas especiales como Canta si puedes (adaptación de Sing If You Can), Ven, baila, quinceañera (más adelante se lanzó una adaptación en serie) y Amigos y rivales (programa de baile propio).
Tras la salida de América Televisión, entre 21 de mayo hasta el 17 de agosto de 2012, condujo dos programas de Panamericana Televisión: el reality show juvenil Desafío sin fronteras y Desafío junto con Anna Carina Copello En el 2013, Romero regresó a la televisión como juez en Tu cara me suena, de Frecuencia Latina. En la actualidad se encuentra alejado de la televisión, rechazando ser conductor del spin-off de Habacilar, llamado Esto es Habacilar en enero de 2022. En una entrevista, meses antes, manifestó que no aceptaría volver a ese formato pues para él ya cumplió su ciclo.
En 2012 y 2023 fue entrenador en La voz Perú, lanzando con algunos participantes su proyecto musical Equipo 6.
En mayo de 2025, mediante una foto de reencuentro con su excompañero Roger del Águila, anunció el espectáculo Cara de haba de la tele al estadio que fue un reencuentro en vivo con Del Águila y sus demás excompañeras de sus programas concurso R con Erre y Habacilar: la coanimadora Katia Palma y las modelos Laura Huarcayo, Cati Caballero, Thalía Estabridis y Tracy Freundt, además de contar con los juegos del programa en vivo, premios y bandas invitadas. El show se desarrolló el 5 de julio del mismo año en el Estadio Nacional de Lima, al cual asistieron más de un millón de fanáticos del programa.

## Controversias
Cerca del año 2000, los Nosequien y los Nosecuantos, que se caracterizó por sus letras satíricas ante asuntos sociales y políticos, empezaron a tomar cierta posición particularmente criticando el posible regreso de Alan García Pérez al Perú, ante lo que vendría siendo el tercer mandato consecutivo de Alberto Fujimori a quien calificó como «héroe» y de quien manifestó era «una pena que no permitieran su reelección». En el año 2001 opinó que las masacres de Barrios Altos y la Cantuta «fueron un precio que tuvimos que pagar para la pacificación». Posteriormente se supo que Raúl Romero había visitado la sala del SIN hasta en cinco ocasiones, y en su acusación de 2004 interpretó el tema Alan Alan para cumplir un «favor político». Lejos de desmentirlo, Romero opinó que Vladimiro Montesinos era quien se había «metido a la cloaca y peleado contra las ratas».
Estas declaraciones resultaron indignantes para un gran sector de la población y le valieron la cancelación de algunas presentaciones de la banda e incluso el ataque por parte de un grupo de personas indignadas quienes lanzaron huevos y bloquearon la salida de su auto del canal de televisión. Romero se mostró bastante afectado y eventualmente las temáticas de sus letras abandonaron totalmente los asuntos políticos, sin embargo Beto Ortiz reavivó la polémica al compartir pasajes en su programa Enemigos íntimos en 2009.

## Trayectoria televisiva
| Televisión | Televisión                       | Televisión       | Televisión                 |
| Año        | Título                           | Rol              | Canal                      |
| ---------- | -------------------------------- | ---------------- | -------------------------- |
| 1993-1997  | De dos a cuatro                  | Presentador      | Andina de Televisión (ATV) |
| 1998       | Feliz domingo                    | Presentador      | América Televisión         |
| 1999       | Enrique Eslava y sus desventuras | Actor secundario | José Montero Bastidas      |
| 1999       | A las 10 de la PM                | Presentador      | Canal 11                   |
| 2000-2003  | R con erre                       | Presentador      | Panamericana Televisión    |
| 2003-2011  | Habacilar                        | Presentador      | América Televisión         |
| 2011       | Canta si puedes                  | Presentador      | América Televisión         |
| 2011       | Amigos y rivales                 | Presentador      | América Televisión         |
| 2012       | Desafío sin fronteras            | Presentador      | Panamericana Televisión    |
| 2012       | Desafío                          | Presentador      | Panamericana Televisión    |
| 2013       | La voz Perú                      | Jurado asesor    | Frecuencia Latina          |
| 2013-2014  | Tu cara me suena                 | Jurado           | Frecuencia Latina          |
| 2014-2016  | Patriotas                        | Presentador      | Plus TV                    |
| 2022       | La voz Senior                    | Jurado           | Latina Televisión          |

## Discografía

### Con Nosequién y los Nosecuántos
- No somos nada (1990)
- Con el respeto que se merecen (1991)
- Lo mejor (todo) de... Nosequien y los Nosecuantos (1992)
- 11 porotazos super bailables (1993)
- Etiqueta negra (1994)
- Walter (1995)
- Amorfo (2000)
- Nadie nos quitará lo bailado (2001)
- Pisco sour (2004)
- XX larga duración (2011)

### Como cantante solista
Solito (2014)
- 1. Mi gran ciudad
- 2. Solito
- 3. La envidia
- 4. Hoy quiero
- 5. ¿Dónde estaré?
- 6. Una vez más
- 7. Sabes que es verdad
- 8. Sana mi herida
- 9. Algo mágico
- 10. Máquina del tiempo

### Sencillos
- No necesito (2019)
- La fiesta (con Los 4 de Cuba, 2019)